# Mitopus
Mitopus är ett släkte av spindeldjur. Mitopus ingår i familjen långbenslockar.
Släktet innehåller bara arten Mitopus morio.